# Contribució a la gramàtica de la llengua catalana
Contribució a la gramàtica de la llengua catalana (1898) és la segona gramàtica escrita per Pompeu Fabra, després de Ensayo de gramática de catalán moderno de 1891, i la primera de l'autor publicada en català, considerada una fita crucial de la gramatització del català modern.
Redactada entre 1892 i 1895, són uns anys molt profitosos per a Fabra en els que es forma en lingüística i aconsegueix ser reconegut com a gramàtic innovador per la campanya per "La Reforma Lingüística" de L'Avenç. Fou presentada al premi extraordinari a la millor gramàtica dels jocs florals de 1895, contraris a les seves teories, que va desert, i de nou als de 1896, en què la comissió li va atorgar un accèssit. No es va publicar fins 1898 per la Tipografia de L'Avenç, puix Fabra temia un parany si la publicava la comissió dels jocs.
Es compon de quatre capítols: Sons i llur representació, Terminacions i radicals nominals, Conjugació i Complements àtons i article definit descriu la llengua parlada amb una acurada transcripció fonètica. La gran diferència d'aquesta gramàtica de 1898 amb l'Ensayo de gramática del catalán moderno (1891) és l'aplicació de la metodologia científica de la lingüística comparativa, l'escola predominant a Europa en aquell moment.